# José Manuel Rivera
José Manuel Rivera Galván (ur. 16 czerwca 1986 w Guadalajarze) – meksykański piłkarz występujący na pozycji ofensywnego pomocnika lub napastnika, obecnie bez klubu.

## Kariera klubowa
Rivera pochodzi z miasta Guadalajara i jest wychowankiem akademii juniorskiej tamtejszego zespołu Club Atlas, skąd po kilku sezonach przeniósł się do ekipy CF Pachuca. Nie potrafił się jednak przebić do seniorskiej drużyny, wobec czego postanowił wyjechać do Europy, gdzie przez kilka kolejnych tygodni przebywał na testach w klubach z niższych lig holenderskich, francuskich i niemieckich. W sierpniu 2006 za pośrednictwem swojego agenta jako wolny zawodnik podpisał umowę ze słowackim Spartakiem Trnawa, w którego barwach 12 sierpnia 2006 w wygranym 1:0 spotkaniu z Interem Bratysława zadebiutował w Corgoň Liga. Premierowego gola w najwyższej klasie rozgrywkowej strzelił natomiast 27 sierpnia w przegranej 1:2 konfrontacji z Artmedią Bratysława, z rzutu karnego. W barwach Spartaka występował przez pół roku, częściej niż w pierwszym zespole grając jednak w trzecioligowych rezerwach (6 meczów/4 gole).
Wiosną 2007 Rivera przeszedł do węgierskiego Budapest Honvéd FC z siedzibą w stołecznym Budapeszcie. W Nemzeti Bajnokság I zadebiutował 24 lutego 2007 w przegranym 2:4 meczu z Újpestem i był to zarazem jego jedyny występ w tym zespole. W sezonie 2006/2007 wywalczył z Honvédem krajowy puchar – Magyar Kupa, lecz pełnił wyłącznie rolę głębokiego rezerwowego. Po upływie sześciu miesięcy powrócił do ojczyzny, na zasadzie wypożyczenia przenosząc się do drużyny Jaguares de Chiapas z miasta Tuxtla Gutiérrez; w meksykańskiej Primera División zadebiutował 4 sierpnia 2007 w zremisowanym 1:1 pojedynku z Atlante. Nie potrafił sobie jednak wywalczyć miejsca w pierwszym składzie i w styczniu 2008 został wypożyczony po raz kolejny, tym razem na okres roku do Deportivo Toluca. W jego barwach nie rozegrał z kolei żadnego meczu, sporadycznie wybiegając na boisko tylko w drugoligowych rezerwach klubu – Atlético Mexiquense. Po powrocie do Honvédu również występował wyłącznie w rezerwach grających w trzeciej lidze węgierskiej (8 meczów/11 goli).
W lipcu 2009 Rivera po raz kolejny wrócił do Meksyku, zostając zawodnikiem trzecioligowej ekipy Murciélagos de Guamúchil. Tam w roli podstawowego piłkarza spędził półtora roku, nie odnosząc większych sukcesów, po czym wyjechał do Finlandii, podpisując umowę z drużyną Rovaniemen Palloseura z siedzibą w mieście Rovaniemi. W Veikkausliidze zadebiutował 6 maja 2011 w wygranym 1:0 meczu z Jaro, natomiast premierowego gola w lidze fińskiej zdobył już trzy dni później w zremisowanej 3:3 konfrontacji z Mariehamn. Od razu wywalczył sobie pewne miejsce w wyjściowej jedenastce, zostając najlepszym strzelcem zespołu, lecz na koniec sezonu 2011 spadł z RoPS do drugiej ligi. Tam spędził rok, pomagając swojemu klubowi w szybkim powrocie do najwyższej klasy rozgrywkowej na koniec sezonu 2012.
Wiosną 2013 Rivera przeszedł do amerykańskiego zespołu Chivas USA, prowadzonego przez swojego rodaka José Luisa Sáncheza Solę. W Major League Soccer zadebiutował 27 kwietnia 2013 w zremisowanej 2:2 konfrontacji z San Jose Earthquakes, lecz nie potrafił na stałe przebić się do wyjściowego składu i pełnił niemal wyłącznie rolę rezerwowego. W barwach Chivas spędził rok, nie odnosząc osiągnięć zarówno z pierwszym zespołem, jak i z rezerwami (9 meczów/6 goli).
| Sezon     | Klub                     | Kraj              | Rozgrywki           | Mecze | Bramki |
| --------- | ------------------------ | ----------------- | ------------------- | ----- | ------ |
| 2006/2007 | Spartak Trnawa           | Słowacja          | Corgoň Liga         | 4     | 1      |
| 2006/2007 | Budapest Honvéd FC       | Węgry             | NB I                | 1     | 0      |
| 2007/2008 | Jaguares de Chiapas      | Meksyk            | Liga MX             | 8     | 0      |
| 2007/2008 | Deportivo Toluca         | Meksyk            | Liga MX             | 0     | 0      |
| 2008/2009 | Atlético Mexiquense      | Meksyk            | Ascenso MX          | 2     | 0      |
| 2008/2009 | Budapest Honvéd FC       | Węgry             | NB I                | 0     | 0      |
| 2009/2010 | Murciélagos de Guamúchil | Meksyk            | Segunda División    | 24    | 5      |
| 2010/2011 | Murciélagos de Guamúchil | Meksyk            | Segunda División    | 9     | 2      |
| 2011      | Rovaniemen Palloseura    | Finlandia         | Veikkausliiga       | 26    | 10     |
| 2012      | Rovaniemen Palloseura    | Finlandia         | Ykkönen             | 22    | 7      |
| 2013      | CD Chivas USA            | Stany Zjednoczone | Major League Soccer | 9     | 0      |